# 徳川斉昭
- 徳川 斉昭
- 德川 齊昭

徳川斉昭と七郎麿（後の将軍徳川慶喜）の像（茨城県水戸市、千波公園）

徳川 斉昭（とくがわ なりあき）は、江戸時代後期の大名（親藩）。御三家のひとつ、常陸国水戸藩の第9代藩主。江戸幕府最後の将軍・徳川慶喜の実父である。

## 略歴
本項ではすべて「斉昭」で統一する。
寛政12年（1800年）3月11日、徳川治紀の三男として生まれる。生母は権中納言外山光実の養女（町資補の娘）・補子。初めは父・治紀より偏諱を受けて松平紀教（）、藩主就任後は将軍・徳川家斉より偏諱を受けて徳川斉昭と名乗った。
藩政改革に成功した幕末期の名君の一人である。しかし将軍継嗣争いで大老・井伊直弼との政争に敗れて永蟄居となり、そのまま死去した。系図上の先祖である徳川光圀と共に、茨城県の常磐神社に祭神として祀られている。

## 生涯

### 家督相続
藩主治紀の子たちの侍読を任されていた会沢正志斎のもとで水戸学を学んだ。治紀には成長した男子が4人あった。長兄・斉脩は次代藩主であり、次兄・松平頼恕は文化12年（1815年）に高松藩松平家、弟・松平頼筠は文化4年（1807年）に宍戸藩松平家に早くに養嗣子の縁組が決まっていた。しかし三男の斉昭は30歳まで部屋住みで側室も持たせており、斉脩の控えとして残されたと思われる。なお、父の生前に「他家に養子に入る機会があっても、譜代大名の養子に入ってはいけない。譜代大名となれば、朝廷と幕府が敵対したとき、幕府について朝廷に弓をひかねばならないことがある」と言われていたという。
文政12年（1829年）、斉脩が継嗣を決めないまま重病になった。大名昇進を画策する附家老中山信守らを中心とした門閥派より、御簾中・峰姫の異母弟・恒之丞（斉昭の義継弟）を養嗣子に迎える動きを知ると、斉昭を推す学者や下士層40名余りが無断で江戸に上り陳情するなどの騒ぎとなった。斉脩の死後ほどなく遺書が見つかり、斉昭が家督を相続した。天保2年（1832年）12月3日、皇族有栖川宮家から登美宮を御簾中に迎えた。

### 藩政改革
天保12年（1841年）8月、藩校として弘道館を設立し、門閥派を押さえて、下士層から広く人材を登用することに努めた。こうして、戸田忠太夫、藤田東湖、安島帯刀、会沢正志斎、武田耕雲斎、青山拙斎ら、斉昭擁立に加わった比較的軽輩の藩士を用い藩政改革を実施した。
斉昭の改革は、水野忠邦の天保の改革に示唆を与えたといわれる。天保8年（1837年）7月、斉昭は、次の各項を掲げた。
1. 「経界の義」（全領検地）
2. 「土着の義」（藩士の土着）
3. 「学校の義」（藩校弘道館及び郷校建設）
4. 「総交代の義」（江戸定府制の廃止）

また、「追鳥狩」と称する大規模軍事訓練を実施したり、農村救済に稗倉（ひえぐら）を設置するなどした。さらに国民皆兵路線を唱えて西洋近代兵器の国産化を推進していた。蝦夷地開拓や大船建造の解禁なども幕府に提言している。その影響力は幕府のみならず全国に及んだ。これにより水戸、紀州、尾張の附家老5家の大名昇格運動は停滞する。
宗教の面では、寺院の釣鐘や仏像を没収して海防のための大砲の材料とし（毀鐘鋳砲）、廃寺や道端の地蔵の撤去を行った。また、村ごとに神社を設置することを義務付け、従来は僧侶が行っていた人別改など民衆管理の制度を神官の管理へと移行した。こうした政策に対して、仏教を冒涜 (ぼうとく) しているとの批判が上がったが、斉昭は、金属製の仏具を供出させ、それを海防のための大砲鋳造の原料に充てた件については「かつて幕府が公益上の必要（貨幣流通量の不足）から、方広寺大仏（京の大仏）を鋳潰して銭貨にした」ことを先例に挙げ、自身の政策も国防上必要で、やむを得ない政策であると弁明を行っている。
天保13年（1842年）、「日本三名園」のひとつとなる偕楽園を造園した。
弘化元年（1844年）には鉄砲斉射の事件をはじめ、前年の仏教弾圧事件など罪を問われると、幕命により家督を嫡男の慶篤に譲った上で強制隠居の身となる。水戸藩は門閥派の結城寅寿が実権を握って専横を行なうが、斉昭自ら紙屋長兵衛、通称紙長という商人になりすまし、寅寿の家来、庄兵衛を寝返らせて犯罪の証拠を入手、後に処刑させる。この間、斉昭を支持する下士層の復権運動などもあって2年後の弘化3年（1846年）に謹慎を解かれた後、嘉永2年（1849年）に藩政関与が許された。

### 幕政参与
嘉永6年（1853年）6月、マシュー・ペリーの浦賀来航に際して、老中首座阿部正弘の要請により海防参与として幕政に関わったが、水戸学の立場から斉昭はペリー暗殺も含む強硬な攘夷論を主張した。このとき江戸防備のために大砲74門を鋳造し弾薬と共に幕府に献上し、また江戸の石川島で建造した洋式軍艦「旭日丸」を幕府に差し出した。安政2年（1855年）には那珂湊反射炉が完成、鉄製大砲を鋳造した。
安政2年（1855年）に軍制改革参与の座につくものの、同年の安政の大地震で藤田東湖や戸田忠太夫らブレーンを失うなど不運があった。翌々年の安政4年（1857年）に阿部正弘が死没、後継として堀田正睦が名実共に老中首座になるとその開国論に斉昭はますます反対を強め、開国を推進する彦根藩主井伊直弼と対立する。
さらに将軍徳川家定の将軍継嗣問題も井伊らとの争点となる。紀州藩主徳川慶福を擁して南紀派を形成する井伊派に対抗し、一橋派は斉昭の実子である一橋家当主・徳川慶喜を擁して構えた。斉昭は敗れ、直弼は安政5年（1858年）に大老の座につくと日米修好通商条約を独断で調印し、さらに慶福（家茂）を将軍とした。
一連の将軍継嗣及び条約調印の問題をめぐり、同年6月24日に斉昭は慶篤や甥である尾張藩主徳川慶恕を伴い、江戸城無断登城の上に井伊大老を詰問した。逆に翌7月、井伊直弼から水戸藩江戸屋敷で謹慎を命じられ、幕府中枢から排除された。
ところが孝明天皇による戊午の密勅は水戸藩に下され、激怒した直弼は安政6年（1859年）に斉昭の永蟄居を命じる。水戸に移されると、事実上は政治生命を絶たれる形となった（安政の大獄を参照）。

### 最期
万延元年（1860年）8月15日、蟄居処分が解けぬまま水戸で急逝した。享年61（満60歳没）。この日は中秋の名月であるため満月を観覧する宴が開かれており、夜半近くに厠（かわや）に立った後に倒れたと伝えられる。壮年40代頃から狭心症の症状がみられ、それが持病となっていたことから、死因は心筋梗塞と推定されている。
3月に起こった桜田門外の変から間もない時期であったために、彦根藩士に暗殺されたのではないかとの風説があったが、当時の水戸藩の記録には暗殺を伺わせるものはなく、彦根藩側の隠密の探った情報の記録が『幕末風聞探索書』として公表されているが、そこにも暗殺を匂わせるものは存在しない。むしろ、水戸側に残っていない側医本間玄調の診断の内容もあり、水戸側の記録と共通する内容である。

## 人物・逸話

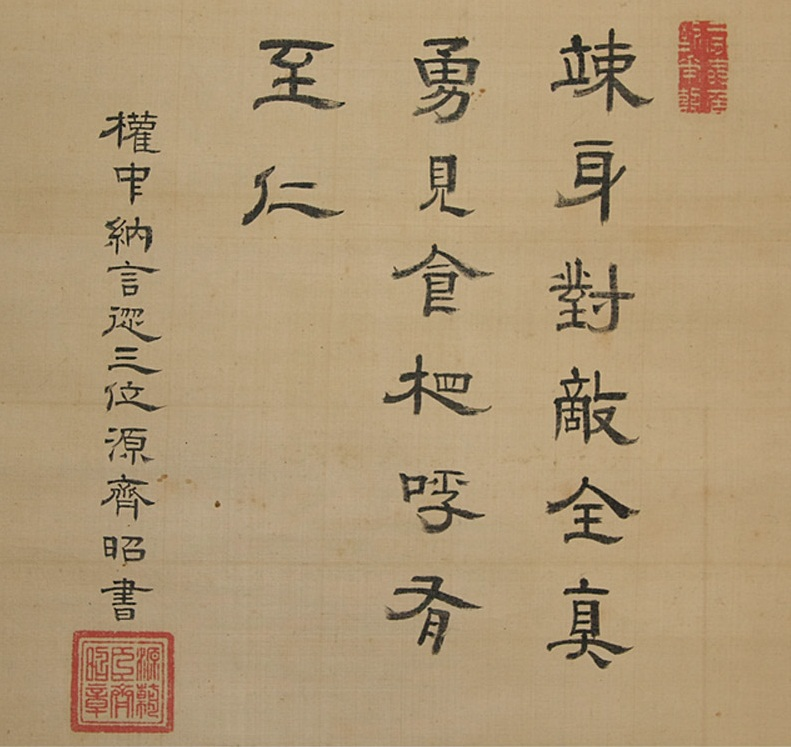
自筆の揮毫（きごう）

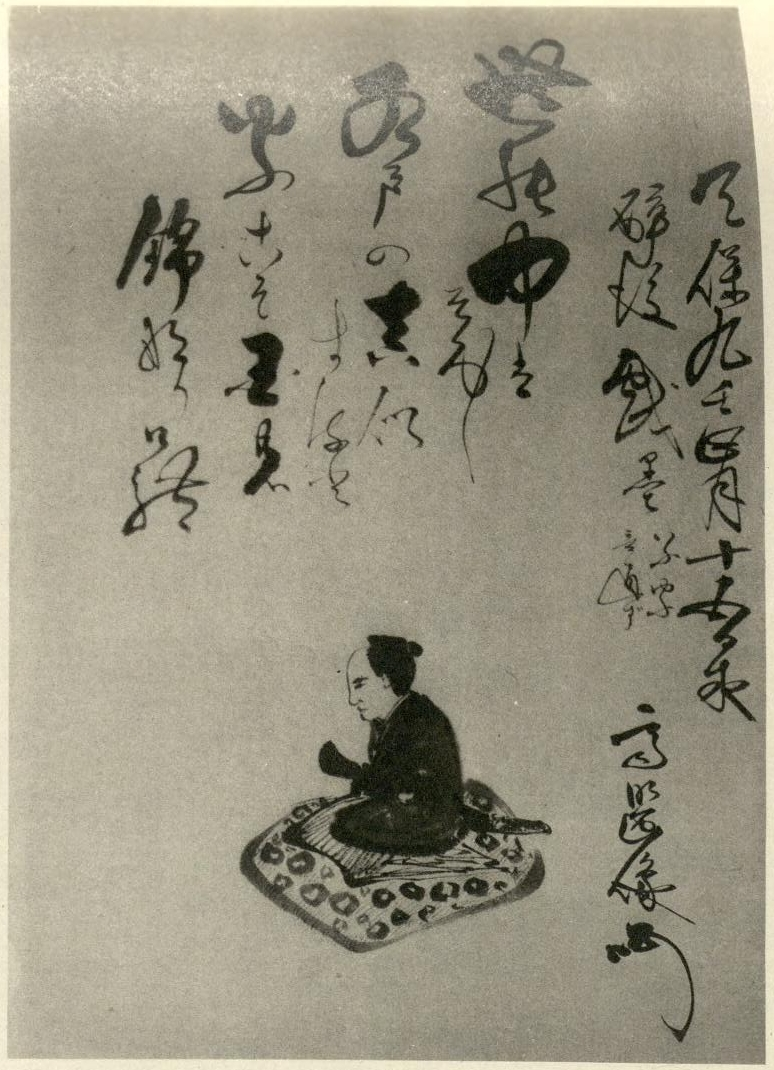
自画像（1838年）

### 人物伝
諡号の「烈公」にも示されるように、まさに幕末をその荒々しい気性で生き抜いてきた人物であった。
幼少期から水戸学の影響を受けたため、開国には猛反対していたが、マシュー・ペリーからもたらされたコルト銃を自藩で量産させるなど、西洋の物品に対しては大いに興味を示したといわれる。また、越前藩主松平春嶽あてに、本当は開国しかないが私は攘夷派の頭目と攘夷派の人々に思われているため、開国と言えないので貴君らが開国を計らって欲しいとの手紙を書いている。
幕末期に人材の少なかった徳川家では唯一のカリスマ性と行動力を持ち合わせた人物であり、その死は幕府にとって痛手となった。斉昭の死後、水戸藩では内紛が起こり、見出した人材はことごとく自滅することとなる。

### 家族
礼儀作法に厳しい性格であるため、幼い頃、寝相が悪かった七男の慶喜が寝る際に、枕の両脇に剃刀（かみそり）を立てて寝かせていた。
寵愛していた側室の地位を引き上げたところ、その側室は大喜びして金を無心したので斉昭は理由を尋ねた。すると「今までより地位が上がりましたので、衣装に費用が多くかかりますから」と答えた。斉昭は「それには及ばぬ。これまでの衣装で我が前に務めよ」と申し渡したが、側室は「それでは体面が保てず、奉公が務まりません」と答えた。すると斉昭は激怒し「このようなときにおねだりするとは心得違いも甚だしい。奉公が務まらないというならば出仕は無用だ」と述べて出て行った。それ以降、斉昭はその側室の目通りを許さなかったという。

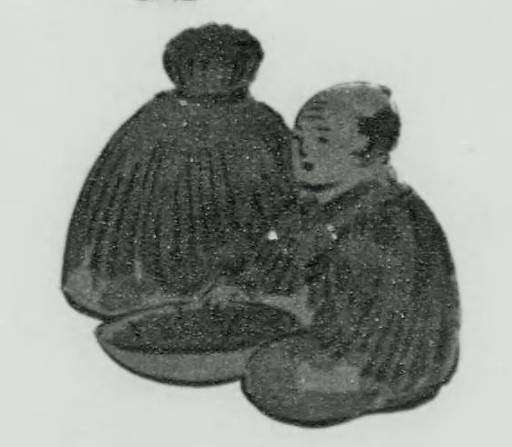
農人形の図。稲束（左）と農夫（右）をかたどった陶磁像や木像が家にあり、裏返しの笠（中）にご飯を供えた。

### 農業政策
「民は国の本也」「愛民専一」を一面では真剣に心掛けながら、他面「農民の学問手習いするは、（中略）農耕の妨になる事なり」とて教育を不要とし、ただ「私もなく欲もなく、農をはげみ、育子の義も行届、常に麁服（あらたえ）して、収納も滞な」ければ良しとしていた。
藩政の改革に際して農本主義を唱えると、農民と五穀への感謝から銅の人形をつくらせ、食事を始める前に農民の人形の笠に一飯を供えることを習慣としていた。その遺徳をしのんで明治末期から素焼きや木彫りの「農人形」が作られはじめ、水戸市の郷土玩具になった。

### 財政
水戸家は毎年幕府から1万両の援助金を受けていた。だが斉昭は「祖公以来、35万石で暮らすことが本意であり、倹約するのはこの石高で暮らすためである。以後は奢侈を固く禁止し節約を心がけて拝領した石高で暮らすべきである。その事始めとして、1万両は幕府に返上し、持高に応じた忠勤に励むよう。諸役人はこの趣旨に沿って生計をたてよ」と述べた。
水戸家を相続して間もない頃、家臣らは先代藩主の斉脩が食べていたものと同じ食事を用意した。斉昭はそれを見て「余はこれまで日陰者であったが、兄が亡くなってはからずも水戸家を継いだ。御三家の格式は非常に重いので表向きのことは変更できないだろうが、内向きのことである食事などには金などかけることはない」と述べ、翌日から部屋住みの頃の食事に戻させた。

### 武芸
武術に堪能で、自ら神発流砲術、常山流薙刀術を創始し、弘道館で指導させた。

### 安神車
安神車（）という戦車をつくらせた。現在、水戸東照宮に一部が残っている。

### 文芸
- 中国の蕭蕭八景にならい、水戸藩領内の景勝地『水戸八景』を選定した[31]。

- 斉昭の詠んだ歌を刻んだ歌碑の前段詞から、水戸藩中屋敷址に弥生という地名が生まれたため、弥生時代の間接的な名付け親である[32]。

### 食生活
大の肉好きとして知られており、彦根藩から近江牛を贈られた時には、返礼の手紙を書いている。
自らの庭にて乳牛を飼っており、健康のため、牛乳をギヤマンの器に入れて飲んでいた。斉昭の著書である『菜食録』に、牛乳は精力剤であるとの説明がある。

## 官職及び位階等の履歴
※日付＝明治5年12月2日までは旧暦
- 寛政12年（1800年）3月11日 - 誕生。虎三郎を称す。
- 文政12年（1829年）
  - 10月 - 世継ぎとなる。敬三郎と改める。
  - 11月 - 水戸徳川家の家督を相続し、藩主となる。
  - 11月18日 - 従三位に叙し、左近衛権中将に任官し、左衛門督を兼任。
- 文政13年（1830年）12月1日 - 参議に補任。
- 天保8年（1837年）2月28日 - 権中納言に転任。
- 天保15年（1844年）5月6日 - 隠居。
- 万延元年（1860年）8月15日 - 薨去。
- 文久2年（1862年）閏8月5日 - 贈従二位権大納言。
- 明治2年（1869年）12月20日 - 追贈従一位。
- 明治36年（1903年）6月27日 - 追贈正一位。

## 家系
- 御簾中：登美宮（貞芳院・文明夫人） - 織仁親王の末王女
  - 長男：慶篤 （1832年 - 1868年）
  - 次男：二郎麿（1833年 - 1834年）
  - 五女：以以姫（1835年 - 1835年）
  - 七男：慶喜（1837年 - 1913年）
- 側室：荻原古与 - 萩原恊盛の娘
  - 長女：賢姫（佐加子）（1822年 - 1839年） - 伊達宗城婚約者
  - 次女：色許姫（1825年 - 1826年）
  - 三女：祝姫（欽子、本岐姫）（1827年 - 1853年） - 山野辺義正室
- 側室：山野辺直 - 山野辺義質の娘（徳川宗翰曾孫）
  - 四女：比呂姫（1834年 - 1835年）
  - 四男：四郎麿（1835年 - 1836年）
  - 七女：庸姫（1837年 - 1843年）
  - 八男：松平直侯（1839年 - 1862年）
  - 八女：一葉姫（1840年 - 1843年）
  - 十男：松平武聰（1842年 - 1882年）
  - 十三男：余三麿（1844年 - 1844年）
- 側室：松波貞子（春子） - 松波光寧の娘
  - 三男：三郎麿（1835年 - 1837年）
  - 六女：松姫（明子）（1836年 - 1903年） - 南部利剛室
  - 五男：池田慶徳（1837年 - 1877年）
  - 九男：池田茂政（1839年 - 1899年）
  - 九女：八代姫（孝子）（1841年 - 1869年） - 伊達慶邦室
  - 十二男：余二麿（1844年 - 1844年）
- 側室：柳原登聞 - 柳原隆光の娘、のち家臣松平頼譲に嫁す
  - 六男：六郎麿（1837年 - 1838年）
- 側室：立原利子 - 立原杏所の娘
  - 十女：静姫（1843年 - 1844年）
  - 十一男：喜連川縄氏（1844年 - 1874年）
- 側室：万里小路睦子 - 万里小路建房の娘
  - 十四男：松平昭訓（1849年 - 1864年）
  - 十一女：茂姫（貞子）（1850年 - 1872年） - 有栖川宮熾仁妃
  - 十七男：土屋挙直（1852年 - 1892年）
  - 十八男：昭武（1853年 - 1910年）
  - 二十男：廿麿（1856年 - 1858年）
  - 二十二男：松平頼之（1858年 - 1873年）
- 側室：高丘徳子 - 高丘永季の娘
  - 十五男：余五麿（1849年 - 1849年）
  - 十六男：松平忠和（1851年 - 1917年）
  - 十二女：愛姫（愛子）（1852年 - 1914年） - 井上正順室
  - 二十一男：廿一麿（1856年 - 1856年）
- 側室：高橋道子 - 高橋重賢の娘
  - 十三女：久姫（1853年 - 1853年）
- 側室：高橋悦子 - 高橋高明の娘
  - 十九男：松平喜徳（1855年 - 1891年）
  - 十四女：寧姫（1857年 - 1859年）
  - 十五女：正姫（正子）（1858年 - 1873年） - 初め英勝寺住持、のち異母兄池田慶徳養女となり池田徳澄室

## 関連作品

### 映画
- 建国史 尊王攘夷（1927年、演：山本嘉一）
- 動天（映画、1991年、演：芦田伸介）
- 幕末のスパシーボ（アニメーション映画、1997年、声：池田勝）
- 桜田門外ノ変（映画、2010年、演：北大路欣也）

### ドラマ
- NHK大河ドラマ
  - 花の生涯（1963年、演：嵐寛寿郎）
  - 翔ぶが如く（1990年、演：金子信雄）
  - 徳川慶喜（1998年、演：菅原文太）
  - 篤姫（2008年、演：江守徹）
  - 八重の桜（2013年、演：伊吹吾郎）
  - 西郷どん（2018年、演：伊武雅刀）
  - 青天を衝け（2021年、演：竹中直人）
- 江戸を斬るシリーズ（TBSナショナル劇場、演：森繁久彌）※第2シリーズ及び第3シリーズでは南町奉行・遠山景元の義父（景元正室の父）として登場する。
  - 江戸を斬るII（1975年 - 1976年）
  - 江戸を斬るIII（1977年）
  - 江戸を斬るVII（1987年）
  - 江戸を斬るVIII（1994年）
- 影の軍団IV（1985年、関西テレビ・東映、演：中山昭二）

※本作での斉昭は、井伊直弼（演：成田三樹夫）が十五代目服部半蔵（演：千葉真一）に殺害された報復として、公儀お庭番・甲賀組の頭領である楯岡道雪（演：亀石征一郎）に殺害される形で命を落とす、と言う設定になっている。

### 小説
- 最後の将軍 徳川慶喜（司馬遼太郎）
- 首獲り（1987年、南原幹雄）

### 漫画
- 小山ゆう『AZUMI』（2009-2014年小学館）

### 歴史教養番組
- 「烈公・徳川斉昭 幕末動乱への導火線」『英雄たちの選択』（NHKデジタル衛星ハイビジョン、2021年3月10日）[35][36]